# (29310) 1993 VA5
1993 في أي 5 (ويعرف أيضًا باسم (29310) 1993 في أي 5 وفق تسمية الكوكب الصغير) (بالإنجليزية: 1993 VA5)‏ هو كويكب ضمن حزام الكويكبات؛ وترتيبه 29310 من حيث الاكتشاف.
اكتُشف هذا الجُرم الفلكي بواسطة Satoru Otomo ‏ في 15 نوفمبر 1993.

## وصلات خارجية
- (29310) 1993 VA5 في قاعدة بيانات مختبر الدفع النفاث لأجرام النظام الشمسي الصغيرة

- الاكتشاف · مخطط المدار ·  العناصر المدارية · المعلمات المادية

- (29310) 1993 VA5 على موقع ويكي سكاي: DSS2, SDSS, GALEX, IRAS, Hydrogen α, X-Ray, Astrophoto, Sky Map, Articles and images